# Burmistrz Londynu

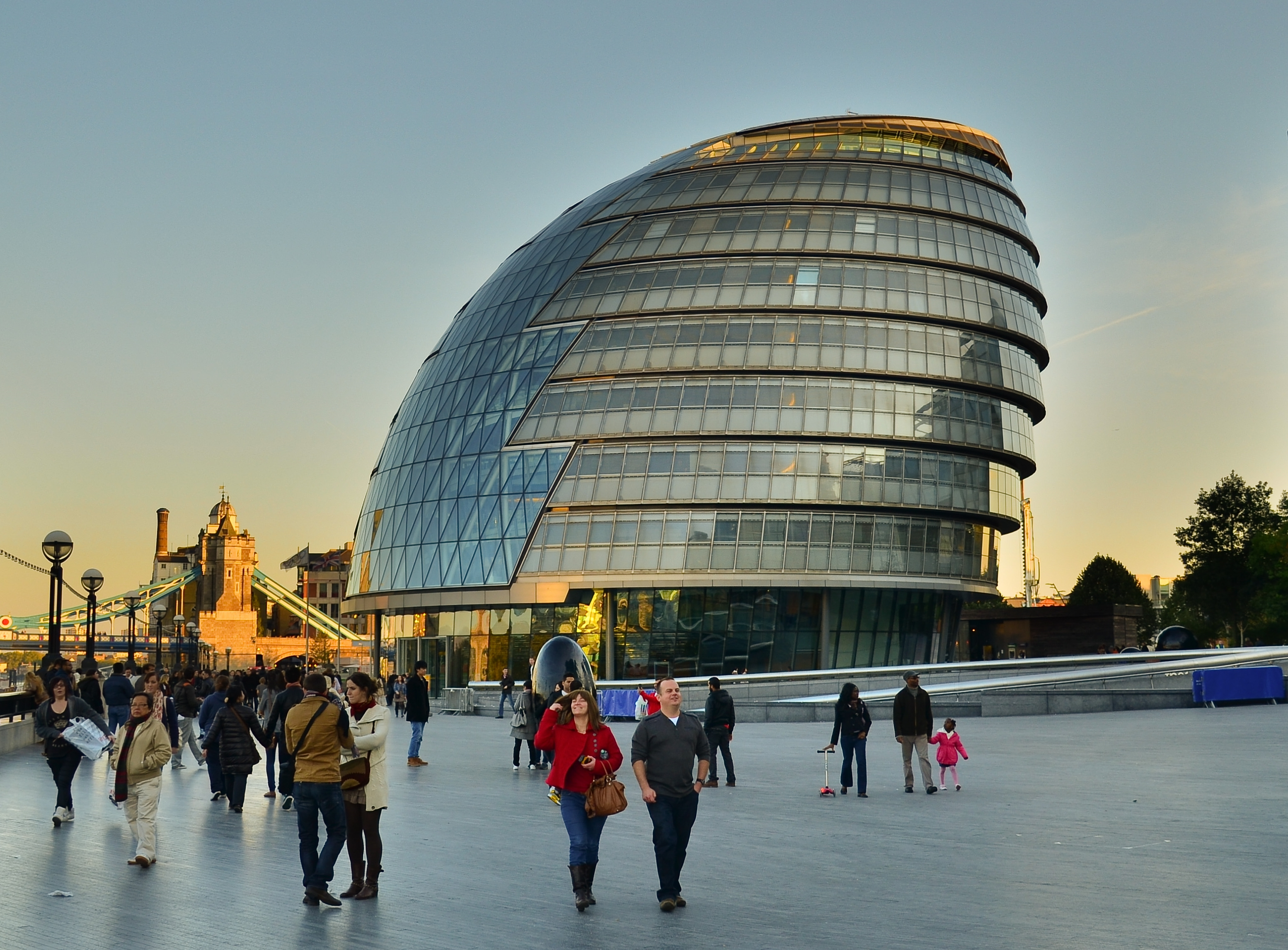
Ratusz w Londynie, siedziba Burmistrza Londyn

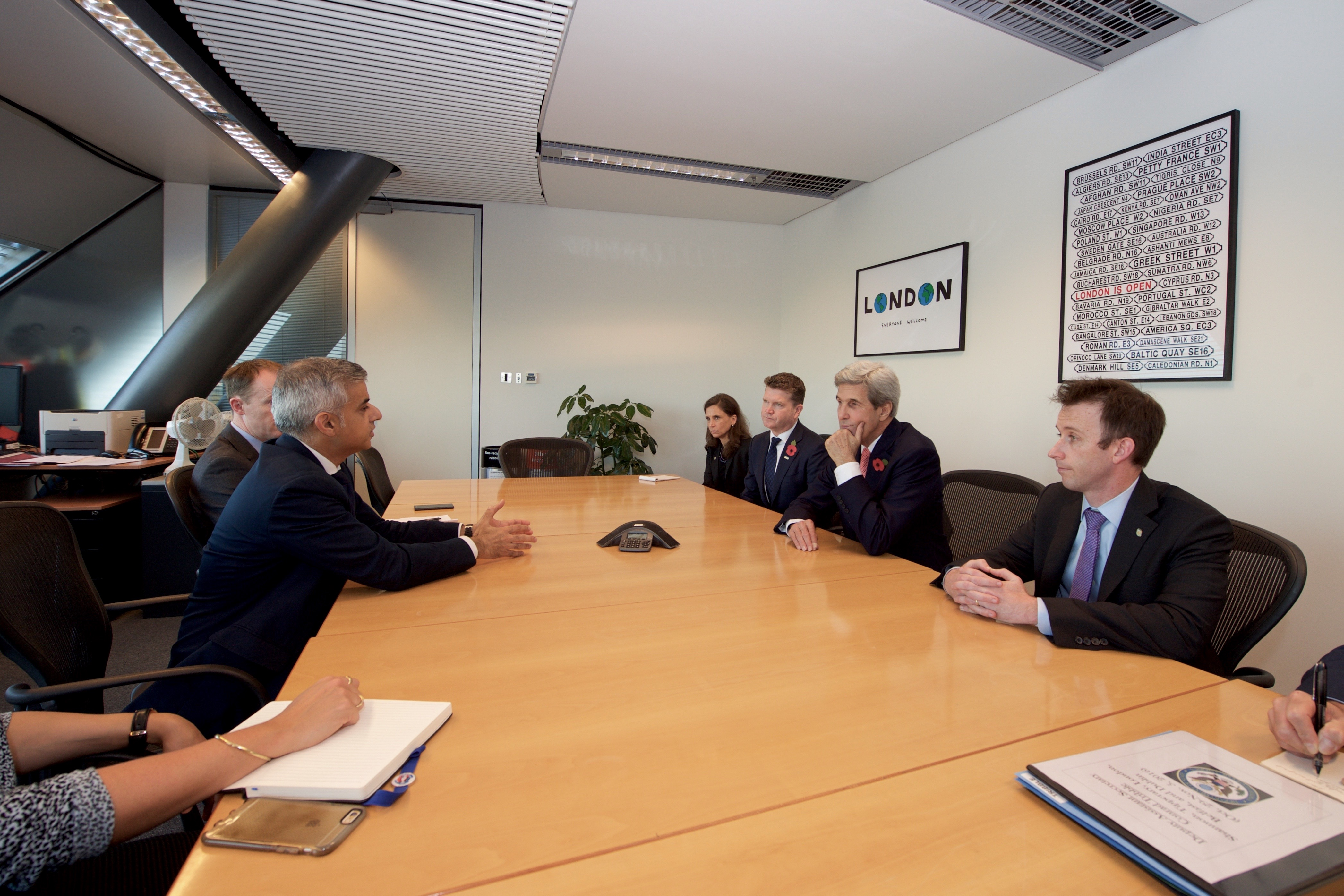
Spotkanie pomiędzy Sadikiem Khanem a sekretarzem stanu USA Johnem Kerrym

Burmistrz Londynu – najwyższy przedstawiciel samorządowej władzy wykonawczej na terenie Wielkiego Londynu. Jest on jedynym w Anglii szefem samorządowych władz wykonawczych wybieranym w wyborach powszechnych.
Obecnym burmistrzem jest Sadiq Khan, który rozpoczął swoją kadencję 9 maja 2016 roku. Stanowisko to jako pierwszy zajmował Ken Livingstone, od 4 maja 2000 r. W maju 2008 roku Livingstone został pokonany w wyborach przez Borisa Johnsona, którego po dwóch kadencjach na stanowisku zastąpił Khan.
Stanowisko burmistrza zostało utworzone po referendum z 1998 roku, które zmieniło system zarządzania miastem i doprowadziło do pierwszych bezpośrednich wyborów burmistrza Londynu w 2000 roku. Burmistrz zarządza miastem wspólnie z London Assembly (Zgromadzeniem Londynu). Jest on również odpowiedzialny za City of London, którego burmistrz jest rolą ceremonialną. Każda dzielnica Londynu posiada swojego burmistrza, których kompetencje czasami pokrywają się z obowiązkami burmistrza Londynu.

## Historia urzędu
Greater London Council, które było odpowiedzialne za politykę Wielkiego Londynu przez większość XX wieku, zostało zniesione w 1986 roku poprzez Local Government Act 1985. Ostatnim przewodniczącym GLC był późniejszy pierwszy burmistrz Londynu – Ken Livingstone. Po zniesieniu GLC wiele funkcji władzy wykonawczej zostało przydzielone bezpośrednio do burmistrzów londyńskich dzielnic. W 1998 roku w Londynie odbyło się referendum, w którym obywatele zdecydowali za ponownym utworzeniem władzy centralnej odpowiedzialnej za obszar całego Wielkiego Londynu. Pierwsze wybory odbyły się 4 maja 2000 roku.

## Wybór
Burmistrz jest wybierany w bezpośrednim głosowaniu na czas 4 lat. W wyborach może kandydować każdy obywatel posiadający bierne prawo wyborcze. Wymagane jest złożenie 10 000 funtów szterlingów, które zwracane są w przypadku osiągnięcia przez kandydata ponad 5% poparcia podczas głosowania.

### Wybory z 2016 roku
Odbyły się 5 maja 2016 roku, a ich wyniki zostały ogłoszone 7 maja o godzinie 00:30. Burmistrzem został członek Partii Pracy – Sadiq Khan. Stał on się pierwszym burmistrzem Londynu o pochodzeniu muzułmańskim.
Dotychczasowy burmistrz Boris Johnson nie ubiegał się o reelekcję na trzecią kadencję, ponieważ został on wybrany jako deputowany do Izby Gmin Parlamentu Wielkiej Brytanii podczas wyborów parlamentarnych w 2015 roku.
| Wyniki wyborów na stanowiska burmistrza Londynu z 4 maja 2016 roku (druga tura) | Wyniki wyborów na stanowiska burmistrza Londynu z 4 maja 2016 roku (druga tura) | Wyniki wyborów na stanowiska burmistrza Londynu z 4 maja 2016 roku (druga tura) | Wyniki wyborów na stanowiska burmistrza Londynu z 4 maja 2016 roku (druga tura) |
| Kandydat                                                                        | Partia                                                                          | Partia                                                                          | Wynik                                                                           |
| ------------------------------------------------------------------------------- | ------------------------------------------------------------------------------- | ------------------------------------------------------------------------------- | ------------------------------------------------------------------------------- |
| Sadiq Khan                                                                      |                                                                                 | Partia Pracy                                                                    | 1 310 143 (56,8%)                                                               |
| Zac Goldsmith                                                                   |                                                                                 | Partia Konserwatywna                                                            | 994 614 (43,2%)                                                                 |

## Lista burmistrzów Londynu
| # | Burmistrz       | Burmistrz | Kadencja    | Kadencja    | Wybory | Partia polityczna | Partia polityczna    | Poprzednie, współbieżne oraz kolejne zajmowane pozycje |
| # | Burmistrz       | Burmistrz | Od          | Do          | Wybory | Partia polityczna | Partia polityczna    | Poprzednie, współbieżne oraz kolejne zajmowane pozycje |
| - | --------------- | --------- | ----------- | ----------- | ------ | ----------------- | -------------------- | --- |
| 1 | Ken Livingstone |           | 4 maja 2000 | 4 maja 2008 | 2000   |                   | Bezpartyjny          | Przewodniczący Greater London Council (1981–1986) Deputowany Izby Gmin okręgu Brent East (1987–2001) |
| 1 | Ken Livingstone | 2004      | 4 maja 2000 | 4 maja 2008 |        | Partia Pracy      |                      | Przewodniczący Greater London Council (1981–1986) Deputowany Izby Gmin okręgu Brent East (1987–2001) |
| 2 | Boris Johnson   |           | 4 maja 2008 | 9 maja 2016 | 2008   |                   | Partia Konserwatywna | Deputowany Izby Gmin okręgu Henley (2001–2008) Deputowany Izby Gmin okręgu Uxbridge and South Ruislip (od 2015) Minister spraw zagranicznych Wielkiej Brytanii (2016–2018) Premier Wielkiej Brytanii (od 2019) |
| 2 | Boris Johnson   | 2012      | 4 maja 2008 | 9 maja 2016 |        |                   | Partia Konserwatywna | Deputowany Izby Gmin okręgu Henley (2001–2008) Deputowany Izby Gmin okręgu Uxbridge and South Ruislip (od 2015) Minister spraw zagranicznych Wielkiej Brytanii (2016–2018) Premier Wielkiej Brytanii (od 2019) |
| 3 | Sadiq Khan      |           | 9 maja 2016 |             | 2016   |                   | Partia Pracy         | Deputowany Izby Gmin okręgu Tooting (2005–2016) minister transportu (2009–2010) minister sprawiedliwości w gabinecie cieni (2010–2015)                                                                         |

## Kompetencje i obowiązki
Większość kompetencji burmistrza Londynu pochodzi z Greater London Authority Act 1999, który jest uzupełniony późniejszymi aktami prawnymi (Greater London Authority Act 2007, Localism Act 2011 i Police Reform and Social Responsibility Act 2011)
Do głównych obowiązków oraz uprawnień burmistrza należą między innymi:
- Tworzenie planów strategicznego rozwoju miasta w zakresie mieszkaniowym, gospodarowania odpadami oraz dbania o środowisko;
- Coroczne publikowanie London Plan[11];
- Wydawanie pozwoleń budowlanych na terenie Londynu;
- Zarządzanie Transport for London (burmistrz jest z urzędu przewodniczącym TfL);
- Przygotowywanie antypożarowe i przeciwawaryjne (urząd burmistrza jest w tym wspomagany przez London Fire and Emergency Planning Authority[8]);
- Polityka policyjna i kryminalna Londynu (urząd burmistrza jest w tym wspomagany przez Biuro Prezydenta ds. Policji i Przestępczości[8]);

Pozostałe funkcje samorządu lokalnego są wykonywane przez londyńskie rady dzielnic oraz przez burmistrzów dzielnic Londynu. W niektórych przypadkach nakładają się one, na przykład rady gmin są odpowiedzialne za gospodarkę odpadami na terenie swojej dzielnicy, ale burmistrz jest zobowiązany do opracowania strategii gospodarki odpadami dla całego miasta.

## Inicjatywy i osiągnięcia

### Ken Livingstone (2000–2008)
Inicjatywy podjęte przez Kena Livingstone’a skupiały się na wprowadzeniu w Londynie władzy centralnej po kilkunastu latach władzy samorządów oraz rad dzielnic. Pod koniec pierwszej kadencji, wykorzystując swoje stanowisko jako przewodniczącego Transport for London, wprowadził w 2003 roku Oyster card. Był on też jednym z sojuszników wycofania autobusów AEC Routemaster z ulic Londynu.
Wprowadził Londyński Rejestr Związków Partnerskich (London Partnerships Register), który był dobrowolnym programem, nie posiadał on mocy prawnej, dla par osób tej samej płci, aby zarejestrować związek partnerski. W przeciwieństwie do związków partnerskich, London Partnerships Register był otwarty dla par heteroseksualnych, które preferują zaangażowanie publiczne inne niż małżeństwo.
Na początku drugiej kadencji z powodzeniem ubiegał się o organizację Letnich Igrzysk Olimpijskich w 2012 w Londynie. Był odpowiedzialny za popularyzację sportu na terenie miasta, wydając zgody na organizację takich wydarzeń jak The London Marathon. Podczas debaty w 2008 roku w BBC przyznał, że staranie się o organizację Letnich Igrzysk Olimpijskich było spowodowane potrzebą rozwoju niektórych dzielnic Londynu (głównie East End) oraz budowa nowej infrastruktury w mieście. Dzięki jego staraniom Tour de France 2007 rozpoczęło swój pierwszy etap w Londynie.

### Boris Johnson (2008–2016)
W pierwszych dniach swojej kadencji rozpoczął proces wystawienia na ulice Londynu 440 policjantów, którzy mieli poprawiać bezpieczeństwo w okolicach przystanków komunikacji miejskiej. Został wprowadzony całkowity zakaz spożywania alkoholu w komunikacji miejskiej oraz jej przystankach. Zamknął on również gazetę The Londoner, a zaoszczędzone 2,9 miliona funtów przekazał na posadzenie 10 000 nowych drzew na terenie miasta.
W 2010 roku rozwinął program Oyster, który zaczął obowiązywać na wszystkich TfL przejazdach w Londynie. Również w 2010 roku doprowadził on do otwarcia programu Santander Cycles (oryginalnie Barclays Bikes). W ramach programu na ulicach Londynu pojawiło się ponad 5 000 rowerów miejskich. Pomimo rozpoczęcia inicjatywy przez Kena Livingstone’a, rowery szybko zaczęto nazywać potocznie Boris Bikes (rowery Borysa).
W 2011 roku rozpoczął działania mające na celu poprawę infrastruktury w odleglejszych miejscach Londynu - "Outer London Fund". Każda dzielnica mogła zaprezentować własny plan remontów, a wśród zwycięskich znalazły się pomysły modernizujące okolice Enfield, Muswell Hill oraz Bexley Town Centre.
W styczniu 2013 roku Andrew Gilligan został mianowany pierwszym w historii pełnomocnikiem burmistrza ds. rowerowych. W tym samym roku urząd burmistrza rozpoczął projekt, który zakładał zainwestowanie 913 milionów funtów w infrastrukturę rowerową na terenie miasta.
Boris Johnson został wybrany deputowanym do Izby Gmin Parlamentu Wielkiej Brytanii podczas wyborów parlamentarnych w 2015 roku. Nie ubiegał się o reelekcję na trzecią kadencję, ale dalej służył jako burmistrz Londynu do wyboru Sadiqa Khana na to stanowisko w maju 2016 roku.

### Sadiq Khan (od 2016)
W 2016 roku Khan rozszerzył zakres karty Oyster również na autobusy. Doprowadził on do zmniejszonego użycia gotówki w komunikacji miejskiej wprowadzając ułatwienia w formie zwiększonej dostępności terminali do kart debetowych i kredytowych. Sadiq Khan ogłosił plan uczynienia Londynu najbardziej ekologicznym miastem na świecie, inwestując w ścieżki dla pieszych oraz infrastrukturę rowerową. W 2019 roku powstało ULEZ (Ultra Low Emission Zone), które jest programem opodatkowania pojazdów o wysokim stopniu zanieczyszczenia. W lipcu 2019 roku Sadiq ogłosił Londyn pierwszym na świecie „Parkiem-miastem”, powołując się na niespotykanie wysoką ilość terenów zielonych w mieście.